# Bonnes, Vienne

Bonnes este o comună în departamentul Vienne, Franța. În 2009 avea o populație de 1,688 de locuitori.